# 609

## Починали
- Анастасий II, патриарх на Антиохия